# 方尾鹟属
方尾鹟属（学名：Culicicapa）是玉鹟科下的一个属。

## 下属物种
本属包括以下物种：
- 方尾鹟 Culicicapa ceylonensis (Swainson, 1820)
- 柠黄仙鹟 Culicicapa helianthea (Wallace, 1865)